# Étienne Dupouy
Pour les articles homonymes, voir Dupouy.
Étienne Dupouy surnommé Dupouy aîné,  né le 9 octobre 1772 à Dunkerque (Flandre française) et décédé le 1er décembre 1839 à Dunkerque (Nord) est un homme politique français.

## Biographie
Négociant à Dunkerque, il sert dans l'armée de 1791 à 1797 et reprend du service dans la Garde nationale de 1806 à 1822. Membre de la chambre de commerce en 1815 il en devient président en 1820, conseiller municipal de Dunkerque en 1816, il est membre du conseil général du commerce en 1819. 
Nommé  conseiller général du Nord en 1831 il restera jusqu'à sa mort, il est député du Nord de 1831 à 1834, siégeant dans la majorité conservatrice soutenant la monarchie de Juillet.

## Distinctions
- Chevalier de la Légion d'honneur en date du 29 octobre 1828[7].

## Hommage
- Une rue de Dunkerque porte son nom depuis le 17 mai 1842[8].

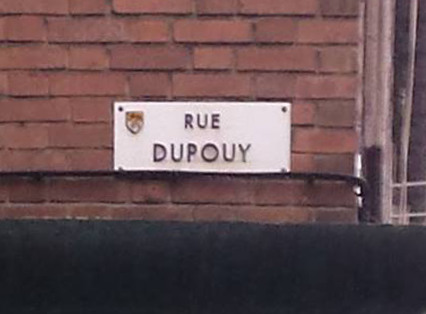
Plaque de la rue Étienne-Dupouy à Dunkerque.

## Sources
- Dictionnaire des parlementaires français de 1789 à 1889 (Adolphe Robert et Gaston Cougny)